# Tullimonstrum
Tullimonstrum (umgangssprachlich auch Tully-Monster) ist ein ausgestorbenes Tier aus dem Oberkarbon, dessen systematische Zugehörigkeit rätselhaft (incertae sedis) ist. Fossilien von Tullimonstrum wurden in der Fossillagerstätte von Mazon Creek in der Nähe von Morris in Illinois gefunden. Es wurde nach seinem Entdecker, dem Fossilsammler Francis Tully benannt und ist das Staatsfossil von Illinois. Seitdem wurden von professionellen Paläontologen und von Amateursammlern tausende von Fossilien der Gattung gefunden.
Die einzige beschriebene Art ist Tullimonstrum gregarium, wobei sich dessen Name ‚gemeines Tullimonstrum‘ auf die häufigen Funde bezieht.

## Merkmale

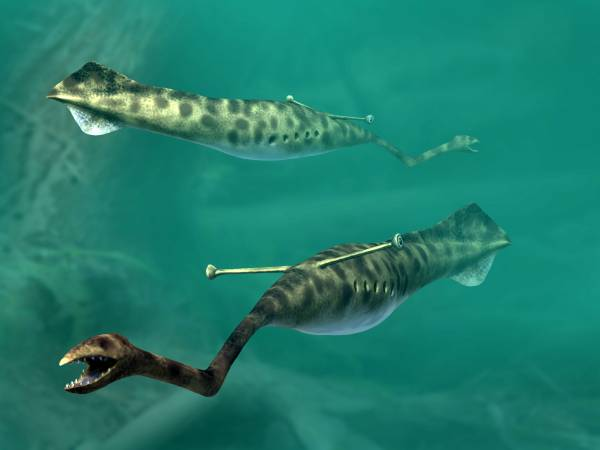
Lebendrekonstruktion

Die Fossilien von Tullimonstrum weisen eine Körperlänge von 15 bis 43 Zentimeter auf, die meisten Exemplare sind zwischen 31 und 35 Zentimeter lang. Tullimonstrum hatte einen spindelförmigen Körper mit einer rautenförmigen, senkrecht stehenden Schwanzflosse am Hinterende. Am Kopfende befand sich ein Rüssel, an dessen Ende ein mit 14 kleinen, scharfen Zähnen besetzter Kiefer lag. Der Kiefer war zwischen 5,5 und 16,5 mm lang und zwischen 3,5 und 6 mm breit. Die Zähne hatten eine Länge von 0,5 bis 2,4 mm. Am Übergang vom Körper zum Rüssel kann man eine sichelförmige Struktur erkennen, dahinter liegen zwei gestielte Augen. Tullimonstrum war ein schwimmendes, räuberisch lebendes Tier, das wahrscheinlich eine ähnliche Lebensweise wie die heutigen Pfeilwürmer hatte.

## Systematik
Die systematische Zugehörigkeit von Tullimonstrum ist umstritten und es wurde vorgeschlagen, dass es zu den Conodonten, den Weichtieren, den Schnur- oder den Ringelwürmern gehört. Bei genaueren Untersuchungen von mehr als 1200 Fossilien des rätselhaften Tieres fand ein Wissenschaftlerteam eine Chorda dorsalis, Kiementaschen, Muskelsegmente wie bei Neunaugen und anderen primitiven Chordatieren und Zähne, die denen von Neunaugen und Schleimaalen ähneln. Tullimonstrum wird von ihnen als primitives Wirbeltier angesehen. Nach einer phylogenetischen Analyse steht es an der Basis der Linie, die zu den Neunaugen (Petromyzontiformes) führt.
Jedoch geben neuere Forschungen Zweifel an dieser These. 2017 wurde von einem Team um Lauren Sallan von der University of Pennsylvania Kritik geäußert und postuliert, dass Tullimonstrum keineswegs eindeutig ein Wirbeltier sein müsse. Einerseits hätte die bisher als Beweis angebrachte Analyse der Augen keinen Hinweis auf Linsenaugen ergeben, zudem sei, da nur weiches Gewebe in den Fossilien konserviert war, die Behauptung eines harten Rückgrates nicht ausreichend beweisbar. Außerdem hätten sich Merkmale wie komplexe Augen und Zähne auch in einigen Klassen wirbelloser Tiere gebildet.
Eine noch aktuellere Studie stützt dagegen wiederum die Annahme, dass es sich bei der Art um ein Wirbeltier handelt. Mithilfe der Raman-Spektroskopie analysierten Wissenschaftler die chemischen Rückstände auf den Fossilien und verglichen sie mit denen anderer Wirbeltier- und Wirbellosen-Fossilien im Mazon Creek. Das untersuchte Gewebe enthielt kein Chitin, das Bestandteil des Exoskeletts bei Wirbellosen ist, dafür aber Überreste von Proteinen, aus denen das Keratin und Kollagen von Wirbeltieren besteht.